# Cowichan-Newcastle (circonscription britanno-colombienne)
Pour les articles homonymes, voir Cowichan et Newcastle.
Circonscription électorale provinciale du Canada
Cowichan-Newcastle est une ancienne circonscription provinciale de la Colombie-Britannique représentée à l'Assemblée législative de la Colombie-Britannique de 1924 à 1966.

## Géographie
La circonscription représentait une partie de l'île de Vancouver.

## Liste des députés
| Législature                                              | Années                                            | Député                                            | Député                                            | Parti                                             |
| Cowichan-Newcastle Issue de Cowichan et Newcastle        | Cowichan-Newcastle Issue de Cowichan et Newcastle | Cowichan-Newcastle Issue de Cowichan et Newcastle | Cowichan-Newcastle Issue de Cowichan et Newcastle | Cowichan-Newcastle Issue de Cowichan et Newcastle |
| -------------------------------------------------------- | ------------------------------------------------- | ------------------------------------------------- | ------------------------------------------------- | ------------------------------------------------- |
| 16e                                                      | 1924–1928                                         |                                                   | Cyril Francis Davie                               | Conservateur                                      |
| 17e                                                      | 1928–1933                                         |                                                   | Cyril Francis Davie                               | Conservateur                                      |
| 18e                                                      | 1933–1937                                         |                                                   | Hugh G. Egioke Savage                             | Oxford Group (en)                                 |
| 19e                                                      | 1937–1941                                         |                                                   | Samuel Guthrie                                    | Social-démocrate                                  |
| 20e                                                      | 1941–1945                                         |                                                   | Samuel Guthrie                                    | Social-démocrate                                  |
| 21e                                                      | 1945–1949                                         |                                                   | Samuel Guthrie                                    | Social-démocrate                                  |
| 22e                                                      | 1949–1952                                         |                                                   | Andrew Mowatt Whisker                             | Coalition                                         |
| 23e                                                      | 1952–1953                                         |                                                   | Robert Martin Strachan                            | Social-démocrate                                  |
| 24e                                                      | 1953–1956                                         |                                                   | Robert Martin Strachan                            | Social-démocrate                                  |
| 25e                                                      | 1956–1960                                         |                                                   | Robert Martin Strachan                            | Social-démocrate                                  |
| 26e                                                      | 1960–1963                                         |                                                   | Robert Martin Strachan                            | Social-démocrate                                  |
| 27e                                                      | 1963–1966                                         |                                                   | Robert Martin Strachan                            | Néo-démocrate                                     |
| Circonscription abolie, voir Cowichan-Malahat et Nanaimo |                                                   |                                                   |                                                   |                                                   |